# 2018年世界击剑锦标赛
2018年世界击剑锦标赛于2018年7月19日至27日在中国江苏无锡举办。这既是中国第二次举办世界击剑锦标赛，也是中国首次举办设项完整的世界击剑锦标赛。

## 主办城市候选
2015年11月21日，无锡以22票的优势击败日本福冈，获得2018年世界击剑锦标赛举办权。

## 赛程表
以下是该届赛事的赛程：
| 日期          | 时间  | 项目                                    |
| ------------- | ----- | --------------------------------------- |
| 2018年7月19日 | 09:00 | 女子个人重剑预赛                        |
| 2018年7月19日 | 11:00 | 男子个人佩剑预赛                        |
| 2018年7月20日 | 08:30 | 女子个人花剑预赛                        |
| 2018年7月20日 | 10:40 | 男子个人重剑预赛                        |
| 2018年7月21日 | 08:30 | 男子个人花剑预赛                        |
| 2018年7月21日 | 10:40 | 女子个人佩剑预赛                        |
| 2018年7月22日 | 09:30 | 女子个人重剑淘汰赛                      |
| 2018年7月22日 | 10:40 | 男子个人佩剑淘汰赛                      |
| 2018年7月23日 | 08:30 | 男子个人重剑淘汰赛                      |
| 2018年7月23日 | 09:40 | 女子个人花剑淘汰赛                      |
| 2018年7月24日 | 08:30 | 女子个人佩剑淘汰赛                      |
| 2018年7月24日 | 10:10 | 男子个人花剑淘汰赛                      |
| 2018年7月24日 | 08:30 | 女子团体重剑1/16决赛及1/8决赛           |
| 2018年7月24日 | 10:30 | 男子团体佩剑1/16决赛及1/8决赛           |
| 2018年7月25日 | 08:30 | 女子团体花剑1/16决赛及1/8决赛           |
| 2018年7月25日 | 09:20 | 男子团体重剑1/32决赛、1/16决赛及1/8决赛 |
| 2018年7月25日 | 12:20 | 女子团体重剑1/4决赛至决赛               |
| 2018年7月25日 | 13:10 | 男子团体佩剑1/4决赛至决赛               |
| 2018年7月26日 | 08:30 | 男子团体花剑1/16决赛及1/8决赛           |
| 2018年7月26日 | 09:10 | 女子团体佩剑1/16决赛及1/8决赛           |
| 2018年7月26日 | 11:30 | 女子团体花剑1/4决赛至决赛               |
| 2018年7月26日 | 12:30 | 男子团体重剑1/4决赛至决赛               |
| 2018年7月27日 | 11:00 | 女子团体佩剑1/4决赛至决赛               |
| 2018年7月27日 | 12:00 | 男子团体花剑1/4决赛至决赛               |

## 奖牌榜
主办国
| 排名 | 国家／地区 | 金牌 | 银牌 | 铜牌 | 總數 |
| ---- | ---------- | ---- | ---- | ---- | ---- |
| 1    | 義大利     | 4    | 2    | 1    | 7    |
| 2    |            | 2    | 2    | 3    | 7    |
| 3    | 美国       | 2    | 2    | 2    | 6    |
| 4    | 法國       | 2    | 1    | 1    | 4    |
| 5    | 俄羅斯     | 1    | 2    | 4    | 7    |
| 6    | 瑞士       | 1    | 0    | 1    | 2    |
| 7    | 英国       | 0    | 1    | 0    | 1    |
| 7    | 羅馬尼亞   | 0    | 1    | 0    | 1    |
| 7    | 委內瑞拉   | 0    | 1    | 0    | 1    |
| 10   | 乌克兰     | 0    | 0    | 2    | 2    |
| 11   | 中国       | 0    | 0    | 1    | 1    |
| 11   | 匈牙利     | 0    | 0    | 1    | 1    |
| 11   | 西班牙     | 0    | 0    | 1    | 1    |
| 11   | 突尼西亞   | 0    | 0    | 1    | 1    |
| 总计 | 总计       | 12   | 12   | 18   | 42   |

## 奖牌得主

### 男子
| 项目     | 金牌                                                                       | 银牌                                                                          | 铜牌                                                                                |
| 个人重剑 | 扬尼克·博雷尔 · 法國（FRA）                                                | 鲁文·利马尔多 · 委內瑞拉（VEN）                                               | 博格丹·尼基申 · 乌克兰（UKR）                                                       |
| 个人重剑 | 扬尼克·博雷尔 · 法國（FRA）                                                | 鲁文·利马尔多 · 委內瑞拉（VEN）                                               | 罗曼·斯维奇卡尔 · 乌克兰（UKR）                                                     |
| 团体重剑 | 瑞士 · 马克斯·海因策 · 卢卡·马尔科蒂 · 米凯莱·尼杰莱尔 · 本亚明·斯特芬     | · 郑镇善 · 权永晙 · 朴倞杜 · 朴相泳                                           | 俄羅斯 · 谢尔盖·比达 · 尼基塔·格拉兹科夫 · 谢尔盖·霍多斯 · 帕維爾·蘇霍夫            |
| 个人花剑 | 阿莱西奥·福科尼 · 義大利（ITA）                                            | 理查德·克鲁泽 · 英国（GBR）                                                   | 許俊 · 韩国（KOR）                                                                  |
| 个人花剑 | 阿莱西奥·福科尼 · 義大利（ITA）                                            | 理查德·克鲁泽 · 英国（GBR）                                                   | 卡洛斯·利亚瓦多 · 西班牙（ESP）                                                     |
| 团体花剑 | 義大利 · 乔治·阿沃拉 · 安德烈亚·卡萨拉 · 阿莱西奥·福科尼 · 達尼埃萊·加羅佐 | 美国 · 迈尔斯·钱利-沃森 · 雷斯·英博登 · 亚历山大·马西亚拉斯 · 格雷克·迈因哈特 | 俄羅斯 · Timur Arslanov · 阿列克谢·切列米西诺夫 · 季穆尔·萨芬 · 德米特里·热列布琴科 |
| 个人佩剑 | 金政焕 · 韩国（KOR）                                                       | 埃利·德施维茨 · 美国（USA）                                                   | 卡米勒·易卜拉欣莫夫 · 俄罗斯（RUS）                                                 |
| 个人佩剑 | 金政焕 · 韩国（KOR）                                                       | 埃利·德施维茨 · 美国（USA）                                                   | 金准镐 · 韩国（KOR）                                                                |
| 团体佩剑 | · 具本佶 · 金政焕 · 金准镐 · 吴尚旭                                        | 義大利 · 恩里科·贝雷 · 卢卡·库拉托利 · 阿尔多·蒙塔诺 · 路易吉·薩梅萊          | 匈牙利 · 代奇·陶马什 · 盖迈希·乔纳德 · 绍特马里·翁德拉什 · 斯拉奇·阿伦              |

### 女子
| 项目     | 金牌                                                                 | 银牌                                                                              | 铜牌                                                                   |
| 个人重剑 | 玛拉·纳瓦里亚 · 義大利（ITA）                                        | 安娜·玛丽亚·波佩斯库 · 羅馬尼亞（ROU）                                            | Laura Staehli · 瑞士（SUI）                                            |
| 个人重剑 | 玛拉·纳瓦里亚 · 義大利（ITA）                                        | 安娜·玛丽亚·波佩斯库 · 羅馬尼亞（ROU）                                            | 考特妮·赫尔利 · 美国（USA）                                            |
| 团体重剑 | 美国 · 凯瑟琳·霍姆斯 · 考特妮·赫尔利 · 凯莉·赫尔利 · Amanda Sirico   | · 崔仁贞 · 姜荣美 · 李慧仁 · 申雅嵐                                               | 中国 · 林声 · 孙一文 · 许诚子 · 朱明叶                                 |
| 个人花剑 | 阿莉切·沃尔皮 · 義大利（ITA）                                        | 伊索拉·蒂比斯 · 法國（FRA）                                                       | 阿里安娜·埃里戈 · 義大利（ITA）                                        |
| 个人花剑 | 阿莉切·沃尔皮 · 義大利（ITA）                                        | 伊索拉·蒂比斯 · 法國（FRA）                                                       | 伊内斯·布贝克里 · 突尼西亞（TUN）                                      |
| 团体花剑 | 美国 · 李·基弗 · Margaret Lu · 恩津加·普雷斯科德 · 妮科尔·罗斯       | 義大利 · Chiara Cini · 阿里安娜·埃里戈 · 卡米拉·曼奇尼 · 阿莉切·沃尔皮            | 法國 · 阿妮塔·布拉兹 · 阿斯特丽·居亚尔 · 波利娜·朗维埃 · 伊索拉·蒂比斯 |
| 个人佩剑 | 索菲娅·波兹尼亚科娃 · 俄罗斯（RUS）                                  | 索菲娅·韦莉卡娅 · 俄罗斯（RUS）                                                   | 安妮-伊丽莎白·斯通 · 美国（USA）                                       |
| 个人佩剑 | 索菲娅·波兹尼亚科娃 · 俄罗斯（RUS）                                  | 索菲娅·韦莉卡娅 · 俄罗斯（RUS）                                                   | 亚娜·叶戈良 · 俄罗斯（RUS）                                            |
| 团体佩剑 | 法國 · 塞西莉亚·贝尔代 · 玛农·布吕内 · 夏洛特·朗巴克 · 卡罗琳·凯罗利 | 俄羅斯 · 亚娜·叶戈良 · 索菲娅·波兹尼亚科娃 · Svetlana Sheveleva · 索菲娅·韦莉卡娅 | · 崔秀延 · 黄仙妸 · 金智妍 · 尹智秀                                    |